# Jean-Louis Dessalles
Pour les articles homonymes, voir Dessalles.
Jean-Louis Dessalles, né le 1er janvier 1956 à Périgueux, est un informaticien français, chercheur en Intelligence Artificielle et en Sciences cognitives, professeur à Télécom Paris, connu notamment pour ses contributions à la Théorie de la simplicité et pour une théorie originale sur l'origine (politique) du langage.

## Biographie
Jean-Louis Dessalles est né à Périgueux en 1956. Il a été admis à l'École polytechnique (Paris) en 1976. Il a obtenu le diplôme de Télécom ParisTech (à l'époque École Nationale Supérieure des Télécommunications) en 1981, son doctorat en 1993 et une habilitation à diriger les recherches en 2008 (Université Paris-4). Il est père de trois garçons et enseigne à Télécom Paris depuis 1981.

## Recherches
Les recherches de Jean-Louis Dessalles portent sur les principes fondamentaux sous-jacents de la faculté de langage et sur ses origines biologiques. Il étudie  particulièrement l'intérêt narratif et la pertinence argumentative, ainsi que les conditions qui rendent la communication honnête entre agents potentiellement égoïstes, ceci dans le but d'expliquer l'émergence et de l'évolution du langage.